# Liste der Europameister im Freestyle-Skiing
In der Liste der Europameister im Freestyle-Skiing finden sich alle Sieger sowie die Zweit- und Drittplatzierten bei den Freestyle-Skiing-Europameisterschaften. Die Freestyle-Skiing Europameisterschaften wurden von 1978 bis 1985 von der ESFA (European Freestyleskiers Association) organisiert. Nach der Anerkennung durch die FIS als eigenständige Sportart 1986, wurden noch zwei vollständige Europameisterschaften 1987 und 1990, sowie eine Europameisterschaft im Acro 1992, unter dem Dach der FIS durchgeführt.

## Wettbewerbe
Erfasst werden alle Wettbewerbe die im Rahmen von Europameisterschaften im Freestyle-Skiing ausgerichtet wurden. Das Wettkampfprogramm umfasst sowohl bei den Frauen als auch bei den Männern folgende Disziplinen:
- Buckelpiste (Moguls)
- Springen (Aerials)
- Ballett (Acro)
- Kombination

## Männer

### Buckelpiste (Moguls)
| Europameisterschaft | Europameisterschaft  | Gold            | Silber        | Bronze         |
| ------------------- | -------------------- | --------------- | ------------- | -------------- |
| 1978                |                      | Nano Pourtier   |               |                |
| 1979                |                      | Franco Zanolari |               |                |
| 1980                |                      | Sigi Innauer    |               |                |
| 1981                |                      | Nano Pourtier   |               |                |
| 1982                |                      | Jean Durtuihl   |               |                |
| 1983                |                      | Philippe Bron   |               |                |
| 1984                |                      | Philippe Bron   |               |                |
| 1985                |                      | Philippe Bron   |               |                |
| 1987                | La Plagne            | Éric Berthon    | Philippe Bron | Hans Fehlen    |
| 1990                | Altenmarkt im Pongau | Edgar Grospiron | Éric Berthon  | Fabrice Ougier |
| 1992                |                      |                 |               |                |

### Springen (Aerials)
| Europameisterschaft | Europameisterschaft  | Gold              | Silber               | Bronze            |
| ------------------- | -------------------- | ----------------- | -------------------- | ----------------- |
| 1978                |                      | Fredy Wirth       |                      |                   |
| 1979                |                      | Fredy Wirth       |                      |                   |
| 1980                |                      | Fredy Wirth       |                      |                   |
| 1981                |                      | Thomas Überall    |                      |                   |
| 1982                |                      | Sandro Wirth      |                      |                   |
| 1983                |                      | Sandro Wirth      |                      |                   |
| 1984                |                      | Daniel Nieth      |                      |                   |
| 1985                |                      | Didier Méda       |                      |                   |
| 1987                | La Plagne            | Jean-Marc Bacquin | Didier Méda          | Thomas Wacht      |
| 1990                | Altenmarkt im Pongau | Michel Roth       | Andreas Schönbächler | Alexander Stögner |
| 1992                |                      |                   |                      |                   |

### Ballett
| Europameisterschaft | Europameisterschaft  | Gold               | Silber         | Bronze            |
| ------------------- | -------------------- | ------------------ | -------------- | ----------------- |
| 1978                |                      | Ernst Garhammer    |                |                   |
| 1979                |                      | Ernst Garhammer    |                |                   |
| 1980                |                      | Ernst Garhammer    |                |                   |
| 1981                |                      | Richard Schabl     |                |                   |
| 1982                |                      | Hermann Reitberger |                |                   |
| 1983                |                      | Ernst Garhammer    |                |                   |
| 1984                |                      | Richard Schabl     |                |                   |
| 1985                |                      | Hermann Reitberger |                |                   |
| 1987                | Le Sauze             | Hermann Reitberger | Georg Fürmeier | Klaus Mühlstein   |
| 1990                | Altenmarkt im Pongau | Hermann Reitberger | Roberto Franco | Timo Heikkinen    |
| 1992                |                      | Rune Kristiansen   | Armin Weiß     | Heini Baumgartner |

### Kombination
| Europameisterschaft | Europameisterschaft  | Gold                 | Silber        | Bronze            |
| ------------------- | -------------------- | -------------------- | ------------- | ----------------- |
| 1978                |                      | Reiner Klimaschewski |               |                   |
| 1979                |                      | Franz Garhammer      |               |                   |
| 1980                |                      | Franz Garhammer      |               |                   |
| 1981                |                      | Ernst Garhammer      |               |                   |
| 1982                |                      | Mike Nemesvary       |               |                   |
| 1983                |                      | Mike Nemesvary       |               |                   |
| 1984                |                      | Éric Laboureix       |               |                   |
| 1985                |                      | Éric Laboureix       |               |                   |
| 1987                | La Plagne            | Éric Laboureix       | Robin Wallace | Heini Baumgartner |
| 1990                | Altenmarkt im Pongau | Sergei Schuplezow    | Martí Rafel   | Hugo Bonatti      |
| 1992                |                      |                      |               |                   |

## Frauen

### Buckelpiste (Moguls)
| Europameisterschaft | Europameisterschaft  | Gold              | Silber               | Bronze         |
| ------------------- | -------------------- | ----------------- | -------------------- | -------------- |
| 1978                |                      | Mia Engi          |                      |                |
| 1979                |                      | Mia Engi          |                      |                |
| 1980                |                      | Erika Gallizzi    |                      |                |
| 1981                |                      | Erika Gallizzi    |                      |                |
| 1982                |                      | Erika Gallizzi    |                      |                |
| 1983                |                      | Catherine Frarier |                      |                |
| 1984                |                      | Erika Gallizzi    |                      |                |
| 1985                |                      | Erika Gallizzi    |                      |                |
| 1987                | La Plagne            | Raphaëlle Monod   | Stine Lise Hattestad | Conny Kissling |
| 1990                | Altenmarkt im Pongau | Raphaëlle Monod   | Petra Moroder        | Birgit Stein   |
| 1992                |                      |                   |                      |                |

### Springen (Aerials)
| Europameisterschaft | Europameisterschaft  | Gold           | Silber         | Bronze            |
| ------------------- | -------------------- | -------------- | -------------- | ----------------- |
| 1978                |                      | Susi Schmidl   |                |                   |
| 1979                |                      | Eveline Wirth  |                |                   |
| 1980                |                      | Susi Schmidl   |                |                   |
| 1981                |                      | Maya Berg      |                |                   |
| 1982                |                      | Maya Berg      |                |                   |
| 1983                |                      | Eveline Wirth  |                | Andrea Amann      |
| 1984                |                      | Eveline Wirth  | Andrea Amann   |                   |
| 1985                |                      | Andrea Amann   |                |                   |
| 1987                | Le Sauze             | Sonja Reichart | Carin Hernskog | Susanna Antonsson |
| 1990                | Altenmarkt im Pongau | Sonja Reichart | Elfie Simchen  | Lina Cheryazova   |
| 1992                |                      |                |                |                   |

### Ballett
| Europameisterschaft | Europameisterschaft  | Gold                 | Silber              | Bronze        |
| ------------------- | -------------------- | -------------------- | ------------------- | ------------- |
| 1978                |                      | Hedi Garhammer       |                     |               |
| 1979                |                      | Hedi Garhammer       |                     |               |
| 1980                |                      | Christine Rossi      |                     |               |
| 1981                |                      | Christine Rossi      |                     |               |
| 1982                |                      | Christine Rossi      |                     |               |
| 1983                |                      | Christine Rossi      |                     |               |
| 1984                |                      | Christine Rossi      |                     |               |
| 1985                |                      | Christine Rossi      |                     |               |
| 1987                | Le Sauze             | Christine Rossi      | Conny Kissling      | Helen Bernet  |
| 1990                | Altenmarkt im Pongau | Conny Kissling       | Cathy Féchoz        | Julia Snell   |
| 1992                |                      | Marija Schrjatschewa | Oxana Kuschtschenko | Monika Kamber |

### Kombination
| Europameisterschaft | Europameisterschaft  | Gold             | Silber            | Bronze        |
| ------------------- | -------------------- | ---------------- | ----------------- | ------------- |
| 1978                |                      | Mia Engi         |                   |               |
| 1979                |                      | Hedi Garhammer   |                   |               |
| 1980                |                      | Susi Schmidl     |                   |               |
| 1981                |                      | Eveline Wirth    |                   |               |
| 1982                |                      | Conny Kissling   |                   |               |
| 1983                |                      | Conny Kissling   |                   |               |
| 1984                |                      | Conny Kissling   |                   |               |
| 1985                |                      | Silvia Marciandi |                   |               |
| 1987                | La Plagne            | Conny Kissling   | Veronique Granier | Jilly Curry   |
| 1990                | Altenmarkt im Pongau | Conny Kissling   | Jilly Curry       | Anne Cattalin |
| 1992                |                      |                  |                   |               |